# Makararaja chindwinensis
Makararaja chindwinensis är en rockeart som beskrevs av Roberts 2007. Makararaja chindwinensis ingår i släktet Makararaja och familjen spjutrockor. IUCN kategoriserar arten globalt som otillräckligt studerad. Inga underarter finns listade i Catalogue of Life.